# Nadleśnictwo Skierniewice
Nadleśnictwo Skierniewice – jednostka organizacyjna Lasów Państwowych podległa Regionalnej Dyrekcji Lasów Państwowych w Łodzi.
Nadleśnictwo położone jest na terenie dwóch województw: 98,6% jego zasięgu terytorialnego znajduje się w województwie łódzkim (powiaty: łowicki, rawski, skierniewicki, tomaszowski oraz miasto Skierniewice), pozostała część w województwie mazowieckim (powiat żyrardowski). Siedziba nadleśnictwa mieści się w Makowie pod Skierniewicami. Powierzchnia zasięgu terytorialnego nadleśnictwa wynosi 1762,1 km².
Powierzchnia gruntów nadleśnictwa wynosi 14 321,22 ha, z czego grunty leśne zajmują 13 950,26 ha. Lesistość w zasięgu terytorialnym nadleśnictwa wynosi 14,9%.

## Historia
Historia Nadleśnictwa Skierniewice sięga końca I wojny światowej, najstarszy zachowany dokument wzmiankujący nadleśnictwo pochodzi z lipca 1919 roku. Nadleśnictwo na przestrzeni dziejów często zmieniało swój zasięg, ale zawsze główną jego część stanowiła Puszcza Bolimowska. Po II wojnie światowej, w latach 1945–1947 powołano byłe nadleśnictwa Skierniewice i Rawa Mazowiecka, które tworzą obecne Nadleśnictwo Skierniewice. Swój obecny kształt Nadleśnictwo Skierniewice uzyskało w 1992 roku, kiedy to do uprzedniego Nadleśnictwa Skierniewice przyłączono obręb Rawa Mazowiecka (z Nadleśnictwa Spała) oraz odłączono obręby Radziwiłłów i Sochaczew (utworzono z nich Nadleśnictwo Radziwiłłów).

## Podział administracyjny
Nadleśnictwo Skierniewice administracyjnie podzielone jest na dwa obręby leśne: Rawa Mazowiecka i Skierniewice, do których należy 10 leśnictw (stan w 2024). Dodatkowo w skład nadleśnictwa wchodzi Szkółka Centralna.
Obręb Rawa Mazowiecka:
- leśnictwa: Babsk, Julianów, Chociw, Rylsk

Obręb Skierniewice:
- leśnictwa: Łasieczniki, Nieborów, Grabina, Staropol, Zwierzyniec, Ruda.

## Ochrona przyrody
W granicach nadleśnictwa znajduje się Bolimowski Park Krajobrazowy.
Na gruntach zarządzanych przez nadleśnictwo utworzono 8 rezerwatów przyrody: „Trębaczew”, „Babsk”, „Kopanicha”, „Ruda Chlebacz”, „Źródła Borówki”, „Uroczysko Bażantarnia”, „Rawka” oraz „Polana Siwica”. Kolejne 2 rezerwaty znajdują się w zasięgu terytorialnym nadleśnictwa, ale na gruntach innej własności: „Bukowiec” i „Kwaśna Buczyna”.
Ponadto na gruntach nadleśnictwa znajduje się zespół przyrodniczo-krajobrazowy „Zwierzyniec Królewski”, a w zasięgu terytorialnym nadleśnictwa, ale na gruntach innej własności – zespół przyrodniczo-krajobrazowy „Nieborów”.